# Анри Поенкаре
Жил Анри Поенкаре (фр. Jules Henri Poincaré; Нанси, 29. април 1854 — Париз, 17. јул 1912) је био француски математичар и теоријски физичар.
Предавао је математичку физику и рачун вероватноће на Факултету наука у Паризу, те вишу анализу на Политехничкој школи. Његов научни рад обухвата математику, астрономију и физику. Развио је теорију аутоморфних функција и истраживао диференцијалне једначине, а посебно су важни његови радови на подручју топологије и његова интерпретација геометрије Лобачевског. У математичкој физици је проучавао теорију осцилација тродимензионалног континуума, а бавио се и проблемима топлотне проводности те теоријом електромагнетских осцилација. У свом делу "О динамици електрона" антиципирао је специјалну теорију релативности. Од његових астрономских радова посебно је важна расправа о проблему три тела. Дао је и неколико дела филозофског карактера, а објавио је око 500 научних радова. Поенкаре је био један од највећих математичара свог времена и вероватно последњи који је владао свим математичким областима.
Члан Француске академије постао је 1908, на позицији 24. био је у периоду 1908-1912.

## Дела
- „Наука и хипотеза“
- „Вредност науке“
- „О теорији Фуксових функција“
- „Предавања о небеској механици“
- „Курс математичке физике“